# 岸里亮佑
岸里 亮佑（きしさと りょうすけ、1995年4月3日 - ）は、岩手県久慈市出身の元プロ野球選手（外野手）。

## 経歴

### プロ入り前
小学1年から野球を始め、長内中時代は軟式野球部に所属。中学2年時に投手として岩手県選抜に選出。最高球速144km/hを記録し選抜大会・準優勝を達成している。100ｍ走で11秒7の好記録を残し、陸上競技でも東北大会を経験した。
花巻東高等学校時代は左翼手のレギュラー。1年秋から中堅手でレギュラーとなり、1学年上の大谷翔平を擁して東北4強に進出し、1番打者として打率.407の好成績を残す。2年時は足の怪我に泣かされたが、2年秋に左翼手のレギュラーとなり、3年夏には背番号1をつけ（県大会での登板機会は無し）「3番・左翼手」として第95回全国高等学校野球選手権大会に出場した。大会では3回戦で済美高校の安樂智大から2安打を放つと、準々決勝では鳴門高校の板東湧悟から高校通算32号となる本塁打を記録するなど打者として活躍した。投手としては済美戦に同点の9回裏二死二塁から登板し、140km/h台の直球を計測するなど1回1/3を抑えた。
2013年10月24日、プロ野球ドラフト会議にて北海道日本ハムファイターズから7位指名を受けた。11月16日に契約金2000万円、年俸450万円で契約した（金額は推定）。背番号は67

### 日本ハム時代
2014年は、イースタン・リーグ（二軍）の全108試合に出場し、打率.248、3本塁打、13盗塁を記録。また、山田哲人が持つ高卒新人最多安打記録の106本を更新する107本の安打を放ち、イースタン・リーグの高卒新人最多安打記録を更新した。一軍に初昇格した10月2日の西武戦では「9番・左翼手」で先発出場し、3打数2安打1打点を記録した。
2015年6月25日に、「侍ジャパン大学日本代表 対 NPB選抜」の出場予定選手の変更が発表されNPB選抜に代表入りした。
2017年は自身最多の7試合に出場するも打率.143と振るわなかった。翌2018年は2年ぶりに一軍出場なしに終わるが、シーズンオフにWBSC U-23ワールドカップ第2回大会の日本代表に選出された。初戦の対南アフリカ戦では一軍公式戦で記録できなかった本塁打を放っている。
2019年は二軍で怪我なくシーズンを過ごし、守備や走塁面で能力や調子が右肩上がりになってきていると実感していたが、結局2年連続で一軍出場なしに終わり、10月1日に戦力外通告を受けた。「できればプロで野球を続けたいが、就職も含めてさまざまな可能性を考える」と語り、11月12日に大阪シティ信用金庫スタジアムで行われた12球団合同トライアウトに参加。4打席で2安打2三振を記録し、この日2安打を記録したのは打者18選手中、岸里を含む3選手のみだった。

### 琉球時代
2019年12月3日、2020年より始動する沖縄初のプロ野球チーム・琉球ブルーオーシャンズに入団することが発表された。「NPBに戻ることを大前提にしながら、活躍できるように琉球で成長したい」と意欲を見せた。しかし、2020年中にNPBに戻ることはできず、12月7日、契約期間満了によって自由契約となり、退団することが発表された。
また、琉球退団前の10月8日よりアパレルブランド「SHELKEY」を開始している。

### 琉球退団後
2021年よりスポーツの個人指導サービス「DREAM coaching」のコーチに登録。プロフィールページには「現役プロ野球選手」とあり、次の所属先が決まるまでのフリーの期間、指導に携わりたい旨を述べている。
2023年時点では鹿児島県鹿児島市の物流会社である鹿児島トランスポートの軟式野球部に所属している。

## 選手としての特徴
50m5秒78の俊足、遠投120mを誇る肩を兼ね備える。高校時代は投手として最速147km/hを記録している。
高校通算本塁打は32本。

## 詳細情報

### 年度別打撃成績
| 年 度     | 球 団     | 試 合 | 打 席 | 打 数 | 得 点 | 安 打 | 二 塁 打 | 三 塁 打 | 本 塁 打 | 塁 打 | 打 点 | 盗 塁 | 盗 塁 死 | 犠 打 | 犠 飛 | 四 球 | 敬 遠 | 死 球 | 三 振 | 併 殺 打 | 打 率 | 出 塁 率 | 長 打 率 | O P S |
| --------- | --------- | ----- | ----- | ----- | ----- | ----- | -------- | -------- | -------- | ----- | ----- | ----- | -------- | ----- | ----- | ----- | ----- | ----- | ----- | -------- | ----- | -------- | -------- | ----- |
| 2014      | 日本ハム  | 1     | 3     | 3     | 0     | 2     | 0        | 0        | 0        | 2     | 1     | 0     | 1        | 0     | 0     | 0     | 0     | 0     | 1     | 0        | .667  | .667     | .667     | 1.333 |
| 2016      | 日本ハム  | 1     | 0     | 0     | 0     | 0     | 0        | 0        | 0        | 0     | 0     | 0     | 0        | 0     | 0     | 0     | 0     | 0     | 0     | 0        | .000  | .000     | .000     | .000  |
| 2017      | 日本ハム  | 7     | 14    | 14    | 1     | 2     | 1        | 0        | 0        | 3     | 0     | 0     | 0        | 0     | 0     | 0     | 0     | 0     | 3     | 0        | .143  | .143     | .214     | .357  |
| 通算：3年 | 通算：3年 | 9     | 17    | 17    | 1     | 4     | 1        | 0        | 0        | 5     | 1     | 0     | 1        | 0     | 0     | 0     | 0     | 0     | 4     | 0        | .235  | .235     | .294     | .529  |

- 2017年度シーズン終了時

### 記録
初記録
- 初出場・初先発出場：2014年10月2日、対埼玉西武ライオンズ24回戦（西武ドーム）、「9番・左翼手」で先発出場
- 初打席：同上、2回表に牧田和久から空振り三振
- 初安打：同上、4回表に岩尾利弘から中前安打
- 初打点：同上、6回表に岡本篤志から二塁適時内野安打

### 背番号
- 67（2014年[2] - 2019年）
- 9（2020年）

### 代表歴
- 2018 WBSC U-23ワールドカップ 日本代表